# NOTCH2NL
NOTCH2NL is een genfamilie die een belangrijke rol lijkt te hebben gespeeld in de ontwikkeling van de menselijke hersenschors en de groei van de menselijke hersenen. De familie bestaat uit de functionele genen NOTCH2NLA, NOTCH2NLB en NOTCH2NLC. De functionele genen zijn van belang voor Notch 2-receptoren die de ontwikkeling van cellen reguleert, waaronder de hersencellen. Hoe meer NOTCH2NL-genen, hoe groter de hersenen blijken te zijn.
Tijdens een vergelijking van menselijke stamcellen met die van makaken bleek NOTCH2NL alleen in de eerste voor te komen. Alleen bij gorilla's en chimpansees bleken ze voor te komen, maar dan als inactieve variant. Het ontwikkelde zich als niet-functioneel duplicatie van het essentiële gen NOTCH2. Zo'n vier tot drie miljoen jaar geleden werd het paraloog NOTCH2NL gerepareerd en daarmee functioneel bij een voorouder van de Neanderthaler, de Denisovamens en de moderne mens. Door het uitsterven van de eerste twee is dit nu een menselijk-specifieke genfamilie.